# Orciano Pisano
Orciano Pisano település Olaszországban, Toszkána régióban, Pisa megyében. Lakosainak száma 632 fő (2023. január 1.). Orciano Pisano Fauglia, Rosignano Marittimo, Collesalvetti, Santa Luce és Crespina Lorenzana községekkel határos.

## Népesség
A település lakossága az elmúlt években az alábbi módon változott:
| Lakosok száma | 639  | 633  | 632  |
|               | 2017 | 2018 | 2023 |